# Lulu (emir)
Abu-Muhàmmad Lulu (àrab: أبو محمد لؤلؤ, Abū Muḥammad Luʾluʾ), conegut com Lulu al-Kabir (àrab: لؤلؤ الكبير, Luʾluʾ al-Kabīr, ‘Lulu el Gran’), i també conegut per les nisbes al-Jarrahí as-Sayfí (pel fet d'haver servit els jarràhides i Sayf-ad-Dawla, respectivament) fou emir usurpador d'Alep del 1004 al 1008 i regent del 1002 al 1004.
Va ocupar el càrrec de camarlenc amb Sad-ad-Dawla, i després fou visir del fill i successor d'aquest, Saïd-ad-Dawla, al que va ajudar en el govern.
El 995 Lulu es va agenollar davant l'emperador romà d'Orient (junt amb l'emir) per demostrar el seu homenatge.
La seva filla es va casar amb Saïd-ad-Dawla amb el qual va augmentar la influència sobre aquest i va començar a ambicionar el poder.
El 1001 els romans d'Orient i fatimites van signar un tractat de pau i l'emir va haver de reconèixer la sobirania del califa fatimita. Lulu, a través d'alguns ghulams que ja havien passat al servei del califa egipci, va entrar en contacte amb el califa per obtenir el seu vistiplau per deposar l'emir, que no era de confiança.
El 1002 el va deposar i va portar al poder nominal als seus dos fills Abu-l-Hàssan Alí i Abu-l-Maali Xarif, però el 1004 els va enviar exiliats a Egipte. Un altre fill, Abu-l-Hayjà, va fugir cap a l'Imperi Romà d'Orient, disfressat de dona. Ell mateix es va proclamar emir i va reconèixer la seva dependència del califat fatimita.
Va morir el 1008 i el va succeir el seu fill Murtada-ad-Dawla, que ja des del 1002 l'ajudava en les tasques de govern.